# Toccata (chanson)
Pour les articles homonymes, voir Toccata (homonymie).
Pistes de Brain Salad Surgery
Jerusalem
(A1) Still... You Turn Me On
(A3)
Toccata est la deuxième piste de l'album Brain Salad Surgery du groupe de rock progressif britannique Emerson, Lake and Palmer, sorti en 1973.

## Écriture et composition
C'est un morceau entièrement instrumental, adaptation libre du 4e (et dernier) mouvement du Concerto pour piano no 1 de Ginastera. Carl Palmer écrivit un accompagnement utilisant son nouveau kit de batterie synthetiseur.
Keith Emerson a dû rencontrer le compositeur Ginastera, avec la pièce déjà enregistrée par le groupe, afin d'avoir son assentiment pour ensuite pouvoir la publier sur l'album. Il la lui a fait écouter chez lui en Suisse, il était nerveux jusqu'à ce que dernier dise à sa femme « Diabolico ». Keith déçu, se préparait mentalement à détruire la pièce lorsque l'épouse du compositeur le rassura en lui disant : « Non, non, non, il dit diabolique dans un sens positif, pour dire : comme incroyable »,.

## Musiciens
- Keith Emerson - Claviers
- Greg Lake - Guitare électrique, basse
- Carl Palmer - Batterie, percussions électroniques